# 尾張三条駅
尾張三条駅（おわりさんじょうえき）は、愛知県中島郡起町（現・一宮市三条）にあった、名古屋鉄道（名鉄）起線（軌道=路面電車）の電車停留所（廃駅）である。

## 駅構造

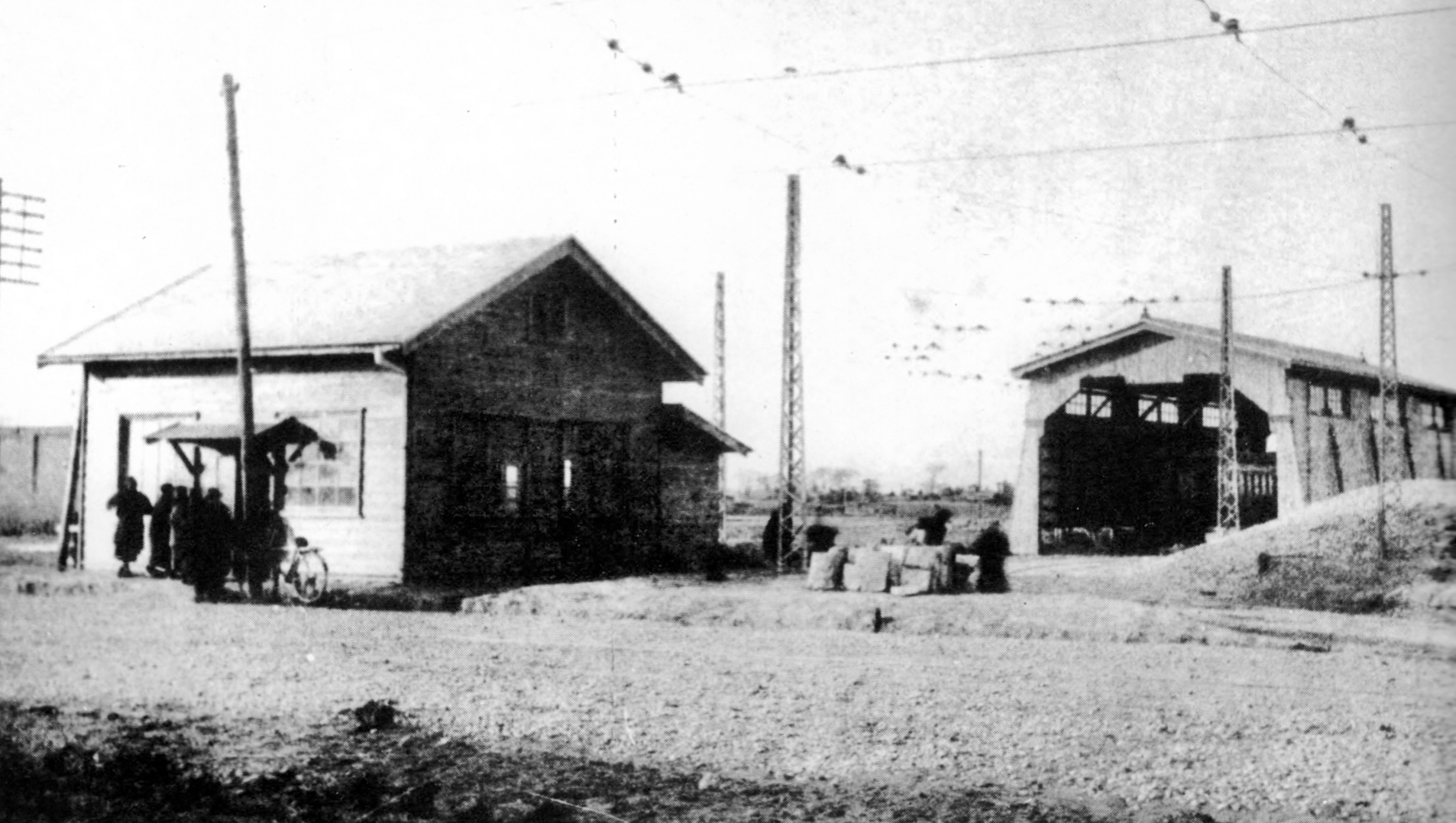
大正時代の三条車庫（後の三条検車区）。左の建物は蘇東電気軌道本社

相対式2面2線の乗り場であり、交換施設を有していた。隣接して三条検車区が設置されており、起線の中心的な役割があった。検車区は孤立した軌道線である起線の車両の整備を担当し、同線の廃止まで使用された。単車7両ほどが在籍した。

## 歴史
- 1922年（大正11年）3月25日 起 - 一宮の軌道の建設を行うために蘇東電気軌道を設立。
- 1923年（大正12年）11月1日 蘇東電気軌道、名古屋鉄道に合併。
- 1924年（大正13年）2月1日 起 - 一宮（後、八幡町）間が蘇東線として開業した際に開業。
- 1948年（昭和23年）5月16日 蘇東線を起線に路線名を変更。
- 1952年（昭和27年）12月24日 尾西線の1500V昇圧に伴い、起線の新一宮駅乗り入れを廃止。
- 1953年（昭和28年）6月1日 乗客増加により、電車の運行を休止してバス代行輸送に変更。当駅は営業休止となる。
- 1954年（昭和29年）6月1日 起線が正式に廃止されたことにより廃駅。

## 現在
駅は現在の名鉄バス尾張三条バス停付近。車庫跡は名鉄バスの転回場として使用されていたが、現在は西松屋が建っている。
尾張三条バス停の待合所には、起線で使用されていたと推測されるレール（アメリカ製）が使用されている。

## 隣の駅
名古屋鉄道
起線
篭屋駅 - 尾張三条駅 - 西三条駅